# Annie Hartelius
Annie Hartelius, född 25 juni 1862 i Helsingborg, död 1921, var en officer i Frälsningsarmén och sångförfattare.
Familjen flyttade till USA när hon var i sjuårsåldern. Hon anslöt sig till Frälsningsarmén 1882 och läste på FA:s krigsskola i London 1883. Annie var kårledare i Malmö, Uppsala, Norrköping och Stockholm och var officer i USA 1885 - 1889. Hon var gift med byggmästaren Albert Janson, född 1865, död 1959.

## Sånger
- Jag går till det land där ovan
- Soldater, modigt framåt gå